# Renê Eduardo Salomón
Renê Eduardo Salomón (... – 18 giugno 2025) è stato un cestista brasiliano.

## Carriera
Con il Brasile disputò due edizioni dei Campionati sudamericani (1961, 1963).